# Az FC Bayern München 2015–2016-os szezonja
Az FC Bayern München 2015–2016-os szezonja a klub történetének 117. idénye volt.

## Felkészülési időszak

### Előzmények
Az FC Bayern München a 2014–2015-ös szezon során megnyerte a 2014–2015-ös német labdarúgó-bajnokságot. A bajorok 2014–2015-ös német labdarúgókupa elődöntőjében 1–1-es eredményt követően 4 elhibázott büntetővel 0–2 arányban maradtak alul a Borussia Dortmund ellen, akik ellen a szezon első tétmérkőzését, a 2014-es német labdarúgó-szuperkupát is elvesztették, ekkor a rendes játékidő alatt 0–2 arányban. A 2014–2015-ös UEFA-bajnokok ligája során az elődöntőig jutott az FC Bayern München, ahol 3–5-ös összesítéssel estek ki az FC Barcelona ellen.

## Átigazolások

### Érkezők
Douglas Costa, Arturo Vidal, Kingsley Coman

### Távozók
Bastian Schweinsteiger, Dante, Hojbjerg

## Lásd még
- 2015–2016-os német labdarúgó-bajnokság (első osztály)
- 2015–2016-os német labdarúgókupa
- 2015–2016-os UEFA-bajnokok ligája
- 2015-ös német labdarúgó-szuperkupa